# Björn Hallström (1916–1981)
Björn Nilsson Hallström, född 13 februari 1916 i Stockholm, död 27 december 1981, var en svensk målare, tecknare och grafiker.
Han var son till disponenten Nils Hallström och Elsa Smith och gift första gången 1943 med Bibi Carlsson och andra gången från 1969 med Gertrud Wieselgren. Hallström studerade en kortare tid vid Nya Målarskolan i Stockholm och under studieresor till Frankrike och Spanien. Separat ställde han ut på Brunkebergs konstsalong 1942 och på Gummesons konsthall 1948. Tillsammans med Carl Riise och Harry Johnsson ställde han ut på Lilla Galleriet i Stockholm 1955 och tillsammans med Eira Thelander på Nermans konsthall i Norrköping 1944. Han medverkade i samlingsutställningar med Sveriges allmänna konstförening och Svenska konstnärernas förening på bland annat Konstnärshuset samt i Riksförbundet för bildande konsts vandringsutställning. Tillsammans med sin fru reste han runt i Europa för att måla på flera av resmålen i Frankrike samt i Bergen och Lofoten i Norge. Hans konst består av stilleben, blommor, figurkompositioner och landskapsmålningar från Skåne, Grekland, Spanien och Lofoten. Vid hans bortgång skänkte hans fru ett antal blyertsteckningar utförda 1981 med motiv från ön Kos i Grekland till Parthenonkommittén. Hallström är representerad vid Moderna museet, Malmö museum, Gustaf VI Adolfs samling, Västerås konstmuseum, Sundsvalls museum, Östersunds museum, Statens konstråd, Stockholms läns landsting, Södermanlands läns landsting, Östergötlands läns landsting, Skaraborgs läns landsting, Sveriges allmänna konstförening, samt i ett flertal kommuner.